# Alloa Athletic Football Club
El Alloa Athletic Football Club es un club de fútbol de Escocia, con sede en Alloa. Fue fundado en 1880 y compite en la Scottish League One, tercera categoría del fútbol escocés.

## Historia
Fue fundado en el año 1878 con el nombre Clackmannan County, cambiando al nombre actual en el año 1883.

## Palmarés

### Torneos nacionales
- Segunda División de Escocia (1): 1921-22
- Cuarta División de Escocia (2): 1997-98, 2011-12
- Scottish Challenge Cup (1): 1999-00